# Odiai jezik
Odiai jezik (busa, busan, uriai; ISO 639-3: bhf), izolirani jezik koji se govori u tri sela u provinciji Sandaun sjeverno od gornjeg toka rijeke Sepik, u distriktu Amanab u Papui Novoj Gvineji. 
Njime se služi oko 240 ljudi (2000 popis). Škola na ovom jeziku nema. Ne smije se brkat s busa jezikom [bqp] iz skupine mande.

## Vanjske poveznice
- Ethnologue (14th)
- Ethnologue (15th)